# Sezam indický
Sezam indický (Sesamum indicum) je dvouděložná rostlina z čeledi sezamovitých. Je to jednoletá bylina dosahující výšky až 2 metrů. Četné divoce rostoucí příbuzné druhy se vyskytují v Africe a menší množství v Indii. Sezam indický je široce zdomácněn v tropických oblastech po celém světě a je pěstován pro svá jedlá semena, která rostou v tobolkách. Květy rostliny jsou žluté, modré nebo fialové.
Sezamová semena jsou jednou z nejstarších známých olejnatých plodin, domestikované před více než 3 000 lety. Sezam má mnoho dalších druhů, z nichž většina je divoká a pochází ze subsaharské Afriky. Pěstovaný druh S. indicum pochází z Indie. Dobře snáší sucho a roste tam, kde jiné plodiny selhávají. Sezam má jeden z nejvyšších obsahů oleje ze všech semen. Díky bohaté oříškové chuti je běžnou složkou kuchyní po celém světě. Stejně jako jiné potraviny může u některých lidí vyvolat alergické reakce a je jedním z devíti nejčastějších alergenů, které uvádí Úřad pro kontrolu potravin a léčiv (FDA).

## Použití
Sezam se široce používá v kuchyni – buď přímo sezamová semena nebo z nich vyrobená sezamová pasta (tahina), sezamový olej nebo sezamová sůl gomasio.
Semena mohou mít různou barvu – od krémově bílé po černou. Obsahují asi 50 % rostlinných olejů a 20 % bílkovin. Používají se jako posyp na sladkém i slaném pečivu. Ze sezamové pasty se připravují například cukrovinky baklava a chalva.
Ve fytoterapii se používají sezamová semínka díky vysokému obsahu karotenu, hořčíku, vápníku a zinku jako účinný lék při chorobách očí, sliznic, kůže, nehtů a vlasů. Jsou prospěšná k prevenci i léčbě neuróz, depresí a při kardiovaskulárních nemocech.

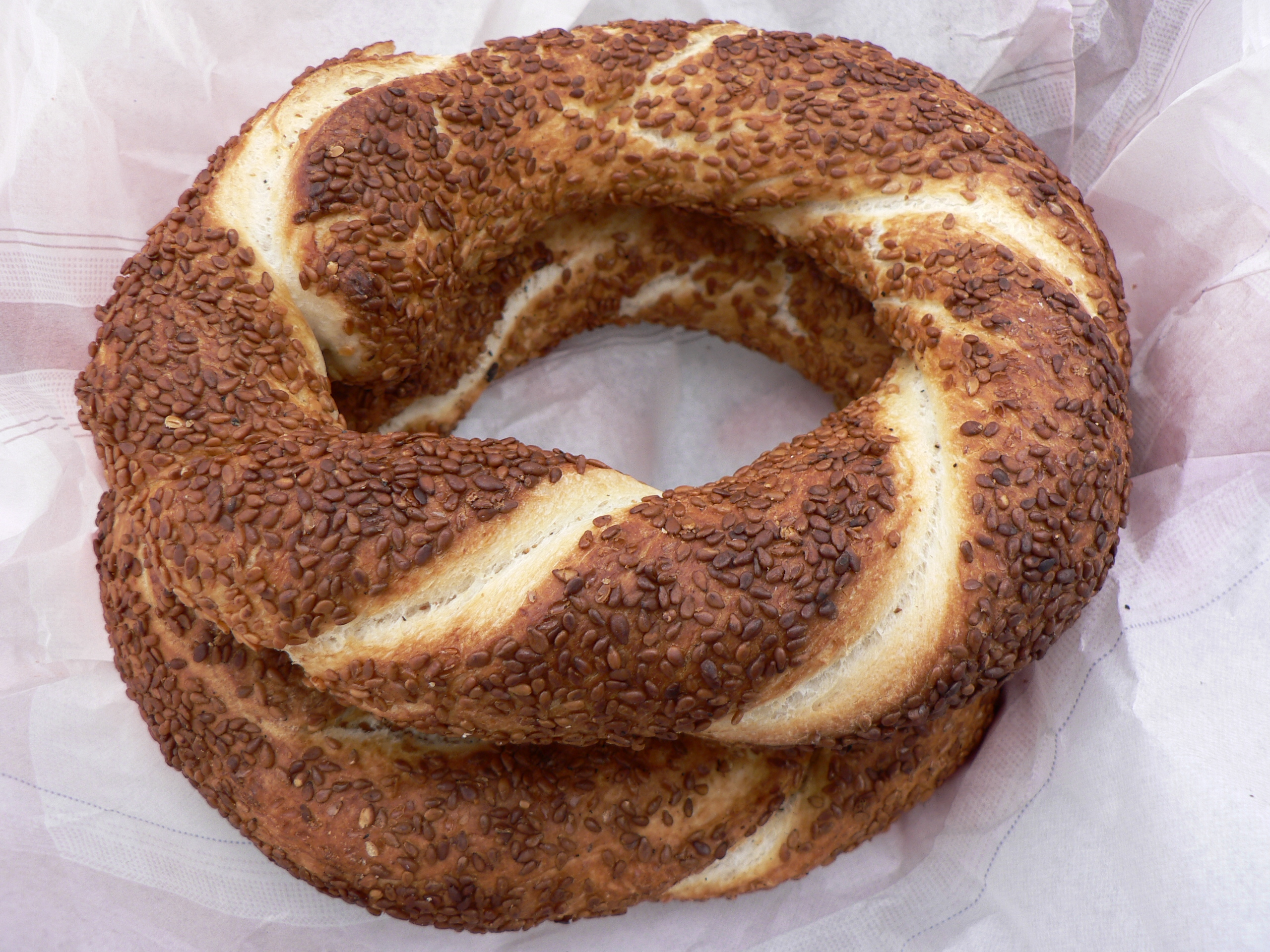
Simit – malý kruhový turecký chléb se sezamovými semeny